# Megacephalacris
Megacephalacris är ett släkte av insekter. Megacephalacris ingår i familjen Romaleidae.
Kladogram enligt Catalogue of Life:
| Megacephalacris | \| \| Megacephalacris gladiator \| \| \| \| \| \| Megacephalacris pugnax \| \| \| \| |
|                 | \| \| Megacephalacris gladiator \| \| \| \| \| \| Megacephalacris pugnax \| \| \| \| |
|                 | Megacephalacris gladiator                                                            |
|                 |                                                                                      |
|                 | Megacephalacris pugnax                                                               |
|                 |                                                                                      |